# Rabobank Cycling Team/Saison 2009
Erfolge und Mannschaft des Teams Rabobank in der Saison 2009.

## Saison 2009

### Mannschaft
| Name                | Geburtstag         | Nationalität |
| ------------------- | ------------------ | ------------ |
| Mauricio Ardila     | 21. Mai 1979       | Kolumbien    |
| Lars Boom           | 30. Dezember 1985  | Niederlande  |
| Graeme Brown        | 9. April 1979      | Australien   |
| Stef Clement        | 24. September 1982 | Niederlande  |
| Laurens ten Dam     | 13. November 1980  | Niederlande  |
| Jos van Emden       | 18. Februar 1985   | Niederlande  |
| Juan Antonio Flecha | 17. September 1977 | Spanien      |
| Rick Flens          | 11. April 1983     | Niederlande  |
| Óscar Freire        | 15. Februar 1976   | Spanien      |
| Juan Manuel Gárate  | 24. April 1976     | Spanien      |
| Robert Gesink       | 31. Mai 1986       | Niederlande  |
| Bram de Groot       | 18. Dezember 1974  | Niederlande  |
| Mathew Hayman       | 20. April 1978     | Australien   |
| Pedro Horrillo      | 27. September 1974 | Spanien      |
| Dmitri Kosontschuk  | 5. April 1984      | Russland     |
| Sebastian Langeveld | 17. Januar 1985    | Niederlande  |
| Tom Leezer          | 26. Dezember 1985  | Niederlande  |
| Marc de Maar        | 15. Februar 1984   | Niederlande  |
| Paul Martens        | 26. Oktober 1983   | Deutschland  |
| Denis Menschow      | 25. Januar 1978    | Russland     |
| Koos Moerenhout     | 5. November 1973   | Niederlande  |
| Bauke Mollema       | 26. November 1986  | Niederlande  |
| Grischa Niermann    | 3. November 1975   | Deutschland  |
| Nick Nuyens         | 5. Mai 1980        | Belgien      |
| Joost Posthuma      | 8. März 1981       | Niederlande  |
| Kai Reus            | 11. März 1985      | Niederlande  |
| Tom Stamsnijder     | 15. Mai 1985       | Niederlande  |
| Bram Tankink        | 3. Dezember 1978   | Niederlande  |
| Maarten Tjallingii  | 5. November 1977   | Niederlande  |
| Pieter Weening      | 5. April 1981      | Niederlande  |

### Abgänge – Zugänge 2009
| Zugänge            |                      | Abgänge         |               |
| ------------------ | -------------------- | --------------- | ------------- |
| Stef Clement       | Bouygues Télécom     | William Walker  | Fuji-Servetto |
| Nick Nuyens        | Cofidis              | Michiel Elijzen | Silence-Lotto |
| Tom Stamsnijder    | Gerolsteiner         | Theo Eltink     | Skil-Shimano  |
| Juan Manuel Gárate | Quick Step           | Gerben Löwik    | Vacansoleil   |
| Maarten Tjallingii | Silence-Lotto        |                 |               |
| Lars Boom          | Rabobank Continental |                 |               |

### Erfolge

#### Erfolge in der UCI ProTour
In den Rennen der Saison 2009 der UCI ProTour gelangen die nachstehenden Erfolge.
| Datum         | Rennen                                 | Fahrer             |
| ------------- | -------------------------------------- | ------------------ |
| 22. Januar    | 3. Etappe Tour Down Under              | Graeme Brown       |
| 30. April     | 2. Etappe Tour de Romandie             | Óscar Freire       |
| 3. Mai        | 5. Etappe Tour de Romandie             | Óscar Freire       |
| 13. Mai       | 5. Etappe Giro d’Italia                | Denis Menschow     |
| 21. Mai       | 12. Etappe Giro d’Italia               | Denis Menschow     |
| 9.–31. Mai    | Gesamtwertung Giro d’Italia            | Denis Menschow     |
| 14. Juni      | 8. Etappe Critérium du Dauphiné Libéré | Stef Clement       |
| 25. Juli      | 20. Etappe Tour de France              | Juan Manuel Gárate |
| 14. September | 15. Etappe Vuelta a España             | Lars Boom          |

#### Erfolge in der UCI Europe Tour
In den Rennen der Saison 2009 der UCI Europe Tour gelangen die nachstehenden Erfolge.
| Datum         | Rennen                                           | Fahrer              |
| ------------- | ------------------------------------------------ | ------------------- |
| 19. Februar   | Gesamtwertung Ruta del Sol                       | Joost Posthuma      |
| 4. März       | 1. Etappe Murcia-Rundfahrt                       | Graeme Brown        |
| 8. März       | 5. Etappe Murcia-Rundfahrt                       | Graeme Brown        |
| 4.–8. März    | Gesamtwertung Murcia-Rundfahrt                   | Denis Menschow      |
| 18. März      | Nokere Koerse                                    | Graeme Brown        |
| 27.–31. Mai   | Gesamtwertung Belgien-Rundfahrt                  | Lars Boom           |
| 28. Juni      | Niederländische Meisterschaft – Straßenrennen    | Koos Moerenhout     |
| 7. Juli       | 3. Etappe Österreich-Rundfahrt                   | Pieter Weening      |
| 11. Juli      | 7. Etappe Österreich-Rundfahrt                   | Koos Moerenhout     |
| 23. Juli      | 2. Etappe Sachsen-Tour                           | Sebastian Langeveld |
| 25. Juli      | 4. Etappe Sachsen-Tour                           | Sebastian Langeveld |
| 27. August    | Niederländische Meisterschaft – Einzelzeitfahren | Stef Clement        |
| 6. September  | Grote Prijs Jef Scherens                         | Sebastian Langeveld |
| 13. September | 2. Etappe Tour of Britain                        | Kai Reus            |
| 17. September | Grand Prix de Wallonie                           | Nick Nuyens         |
| 23. September | Omloop van het Houtland Lichtervelde             | Graeme Brown        |
| 10. Oktober   | Giro dell’Emilia                                 | Robert Gesink       |

#### Erfolge beim Cyclocross
In den Rennen der Saison 2009/10 der Cyclocross Tour gelangen die nachstehenden Erfolge.
| Datum      | Rennen                        | Fahrer    |
| ---------- | ----------------------------- | --------- |
| 10. Januar | Niederländische Meisterschaft | Lars Boom |